# Ilana Cohen
Pour les articles homonymes, voir Cohen.
Ilana Cohen (en hébreu : אילנה כהן) est une ancienne femme politique israélienne née le 16 novembre 1943. Elle siège à la Knesset (Parlement) de 2003 à 2006.

## Biographie
Née en Irak, Cohen fait son aliyah en 1949. Elle étudie à l'École d'infirmière de l'hôpital Assaf HaRofeh. Elle devient ensuite infirmière et préside l'Union des infirmières.
Elle est élue à la Knesset en 2003 sur la liste Une Nation. En 2005, son parti fusionne avec le Parti travailliste. Cohen perd son siège aux élections législatives de 2006 et se retire de la vie politique.